# Supercharge (band)
Supercharge is een Britse rockband afkomstig uit Liverpool, opgericht in 1974 en gevormd rondom saxofonist Albie Donnelly.

## Geschiedenis
Het eerste album Between Music And Madness werd in 1974 opgenomen en door een lokaal platenlabel uitgebracht.
Hierna tekenden ze al spoedig een contract met Virgin Records en werd Robert John "Mutt" Lange als muziekproducent aangetrokken voor hun eerste album bij Virgin. De band scoorde vervolgens een hit in Australië met de single Get Up And Dance en was afkomstig van het album Local Lads Make Good. Het album bereikte daar de gouden status en resulteerde in meerdere, zeer succesvolle tournees door Australië.
Het succes in Groot-Brittannië bleef echter uit en dit werd onder meer in de hand gewerkt door een inadequate promotie door Virgin Records. Toch verwierf de band de status van 'een van de beste Britse livebands' waardoor gevestigde namen uit de muziekindustrie hen niet in hun voorprogramma wilden. Hierop is echter één uitzondering bekend: midden jaren zeventig trad de band voor ongeveer 100.000 toeschouwers op tijdens het Hyde Park Festival in het voorprogramma van Queen.
Mutt Lange produceerde ook de twee daarop volgende albums. Op Body Rhythm neemt Mutt Lange zelfs de leadzang voor zijn rekening, van de oorspronkelijke band was alleen Albie Donnelly nog over.
Tijdens de sterke opkomst van de punkbeweging verloor de band haar platencontract bij Virgin Records.

## Discografie
1. Between Music And Madness, 1974
2. Local Lads Make Good, 1976
3. Horizontal Refreshment, 1977
4. Body Rhythm, 1979
5. The Best Of Supercharge, 1993
6. Groovers In Paris - Live At Tina Onassis' Wedding At Maxim's Paris, 1984